# Christiane Gohl
Christiane Gohl (Bochum, Renania del Norte-Westfalia, Alemania, 1958) es una escritora alemana que escribe bajo los seudónimos de Sarah Lark, Ricarda Jordan, Elisabeth Rotenberg o con su propio nombre.

## Biografía
Su verdadero nombre, Christiane Gohl, fue reemplazado a petición de los editores alemanes, por ser identificado como "la mujer de los caballos" en referencia a los más de 150 libros sobre equitación, aunque algunos de ellos los firmó con los nombres de Elisabeth Rotenberg, Leonie Bell y Stephanie Tano. Sus novelas las ha firmado con los pseudónimos de Sarah Lark y Ricarda Jordan.
Su residencia en España se debe a la visita como turista, dónde decidió quedarse. Su sueño frustrado fue estudiar veterinaria, ya que se declara una "amante empedernida" de los animales.
Estudió Educación, trabajó como periodista y redactora publicitaria, además fue guía turística, profesión que la llevó a conocer y fascinarse con Nueva Zelanda. En este país se sitúan las historias que la han hecho una autora reconocida, en el género de las novelas, con su trama basada en la cultura de los maoríes y la colonización de Nueva Zelanda.
Su más exitosa novela, En el país de la nube blanca, iba a ser un solo libro, pero debido a que se convirtió en un best seller decidió continuarlo, haciendo de este una trilogía y teniendo como personaje principal a una mujer.
Actualmente reside en una casa en el campo perteneciente al término municipal de Los Gallardos (provincia de Almería, España).

## Obras
En negrita figuran las obras publicadas en español.

### Como Sarah Lark
Serie "Nube Blanca" (ambientada en Nueva Zelanda), 2007-2019
- Primera trilogía (2007-2009)

1. En el país de la nube blanca (Im Land der weißen Wolke, 2007), Ediciones B
2. La canción de los maoríes (Das Lied der Maori, 2008), Ediciones B
3. El grito de la tierra (Der Ruf des Kiwis, 2009), Ediciones B

- Segunda trilogía (2015-2019)

1. Una promesa en el fin del mundo (Eine Hoffnung am Ende der Welt, 2015), Ediciones B
2. Bajo cielos lejanos (Unter fernen Himmeln, 2016), Ediciones B
3. El año de los delfines (Das Jahr der Delfine, 2019), Ediciones B

Serie "Trilogía del árbol Kauri" (ambientada en Nueva Zelanda), 2010-2012
1. Hacia los mares de la libertad (Das Gold der Maori, 2010), Ediciones B
2. A la sombra del árbol Kauri (Im Schatten des Kauribaums, 2011), Ediciones B
3. Las lágrimas de la diosa Maorí (Die Tränen der Maori-Göttin, 2012), Ediciones B

Serie "Trilogía del Fuego" (ambientada en Nueva Zelanda), 2013-2015
1. La estación de las flores en llamas (Die Zeit der Feuerblüten, 2013), Ediciones B
2. El rumor de la caracola (Der Klang des Muschelhorns, 2014), Ediciones B
3. La leyenda de la montaña de fuego (Die Legende des Feuerberges, 2015), Ediciones B

Serie "del Caribe" (ambientada en las islas de Jamaica y La Española), 2011-2012
1. La isla de las mil fuentes (Die Insel der tausend Quellen, 2011), Ediciones B
2. Las olas del destino (Die Insel der roten Mangroven, 2012), Ediciones B

Serie "La veterinaria" (Die Tierärztin)
1. Grandes sueños (Große Träume, 2023), Ediciones B
2. Vientos de esperanza (Voller Hoffnung, 2024), Ediciones B

Novelas independientes
- La llamada del crepúsculo (Ruf der Dämmerung, 2012), Ediciones B
- El secreto de la casa del río (Das Geheimnis des Winterhauses : Roman, 2017), Ediciones B
- Dream. Unidos por el destino (Dream. Frei und ungezähmt, 2018), Ediciones B
- La canción de los caballos (Hope: Der Ruf der Pferde, 2019), Ediciones B, publicada en España como Ricarda Jordan.
- Allí donde nace el día (Wo der Tag beginnt, 2019), Ediciones B
- La estrella de la Isla Norte (Schicksalssterne: Roman, 2020), Ediciones B

### como Ricarda Jordan
- La doctora de Maguncia (Die Pestärztin, 2009), Maeva.
- El juramento de los cruzados (Der Eid der Kreuzritterin, 2010), Ediciones B.
- El misterio de la peregrina (Das Geheimnis der Pilgerin, 2011), Ediciones B.
- Das Erbe der Pilgerin (2012). No publicada en español.
- Die Geisel des Löwen (2013). No publicada en español.
- Tochter der Elbe (2014). No publicada en español.
- Das Geschenk des Wesirs (2014). No publicada en español.

### como Christiane Gohl
- Ein Pflegepferd für Julia (1993)
- Julia und das weiße Pony (1993)
- Julia und der Hengst aus Spanien (1993)
- Julias erster Wanderritt (1994)
- Julia und das Springpferd (1995)
- Ein Traumpferd für Julia (1996)
- Julia und ihr Fohlen (1996)
- Julia - Aufregung im Reitverein (1997)
- Freizeitpferde selber schulen: Jungpferde erziehen, ausbilden und anreiten (1997)
- Julia und der Dressurstar (1998)
- Julia - Neue Pferde, neue Freunde (1998)
- Julia - Ein Pferd für zwei (1999)
- Julia und der Pferdeflüsterer (1999)
- Julia - Reitbeteiligung gesucht (2000)
- Julia und die Nachtreiter (2000)
- Julia und das Reitturnier (2001)
- Julia - Eifersucht im Reitstall (2001)
- Julia - Ferienjob mit Islandpferden (2002)
- Julia - Ferien im Sattel (2002)
- Julia - Reiterglück mit Hindernissen (2005)
- Julia am Ziel ihrer Träume (2006)
- Indalo (Indalo, 2007), publicada por Ediciones B en 2015.
- Ein Pony für uns beide (2009)
- Lea und die Pferde - Pferdefrühling Boje Verlag, 2011)
- Lea und die Pferde - Das Traumpferd fürs Leben (2011)
- Lea und die Pferde - Herzklopfen und Reiterglück (2011)
- Lea und die Pferde - Ein Joker für alle Fälle (2011)
- Lea und die Pferde - Sommer im Sattel (2011)
- Lea und die Pferde - Reitfieber (2011)
- Lea und die Pferde - Stallgeflüster (2011)
- Lea und die Pferde - Pferde, Sonne, Ferienglück (2011)
- Lea und die Pferde - Ein Herz für Joker (2011)
- Lea und die Pferde - Das Glück der Erde: Band 1 (2019)
- Lea und die Pferde - Pferdefrühling: Band 2 (2019)
- Lea und die Pferde - Das Traumpferd fürs Leben: Band 3 (2019)
- Lea und die Pferde - Herzklopfen und Reiterglück: Band 4 (2019)

### como Elisabeth Rotenberg
- Von Ponys und Pferden (1998)
- Vom Reiten und Voltigieren (1999)